# Polygala mendoncae
Polygala mendoncae là một loài thực vật có hoa trong họ Polygalaceae. Loài này được E.Petit miêu tả khoa học đầu tiên năm 1956.